# Нимфа (птица)
Нимфа (лат. Nymphicus hollandicus) најмањи је припадник породице какадуа и ендемска врста Аустралије. Цењена је као кућни љубимац у целом свету и углавном ју је лако одржавати. Као кавезна птица је на другом месту по популарности, одмах иза тигрице.
Као једини припадник рода Nymphicus, нимфа се раније сматрала ћубастим папагајем или маленим какадуом. Међутим, новија истраживања показују да нимфа припада једној потпородици какадуа, Calyptorhynchinae. Зато сe сада сматра најмањим какадуима. Настањује унутрашност Аустралијe, а станишта су јој мочварe и шикарe.

## Опис
Препознатљива усправна ћуба нимфе показује расположење јединке. Усправна је када је нимфа узбуђена или уплашена, лагано накривљена када је опуштена, а спуштена близу главе када је агресивна или се спрема за одбрану. Такође је спуштена али вири према ван када нимфа покушава да изгледа примамљиво. За разлику од већине какадуа, она има дуга репна пера која чине отприлике пола њене дужине. Са дужином 300—330 милиметара најмањи је какаду и најсличнији папигама.
"Нормални" или "Дивљи" тип нимфе је углавном сиве боје са упадљивим белим пругама на рубовима крила. Лице мужјака је жуто или бело, док је лице женке углавном сиво или светлосиво, а оба пола имају наранџаст круг на подручју где су уши, за које се често каже да су "образи". Ова наранџаста боја је јача код мужјака, а слабија код женке.

## Распрострањеност
Нимфа потиче из Аустралије, где се може наћи углавном у сувим или полусувим просторима, али увек близу воде. Номадска је птица и сели се на места где има воде и хране. Обично се среће у паровима или јатима. Понекада се скупи стотине јединки око једног појилишта. На жалост фармера, често једе и усеве. Не живи на југозападу и југоистоку Аустралије, дубоко у западноаустралским пустињама и на полуострву Кејп Јорк. Једина је врста какадуа који се понекад може размножавати на крају прве године живота.

## Животни век
Дужина живота нимфе у заточеништву је углавном 16—25 година, иако неки аутори то смањују на само 10—15 година, а забележена је једна јединка која је била стара 36 година. Исхрана и вежбање, баш као и код људи, често су важни фактори који одређују колико ће нимфа живети.

## У заточеништву
Нимфа се углавном сматра добрим кућним љубимцем због лепог понашања, иако не постоји гаранција за ово. Као и код већине других кућних љубимаца, начин на који је птица одгајана и одржавана има ефекта на понашање у одраслом добу. Неке птице су веома друштвене, док друге могу бити плахе и повлачити се у угао кавеза када им се приближи непозната особа. Ако је власник стрпљив и често у контакту с њом, нимфа се припитоми лако у односу на неке друге врсте папига.

## Галерија
- Museum specimen